# Cisticola brunnescens
Cisticola brunnescens là một loài chim trong họ Cisticolidae.

## Hình ảnh

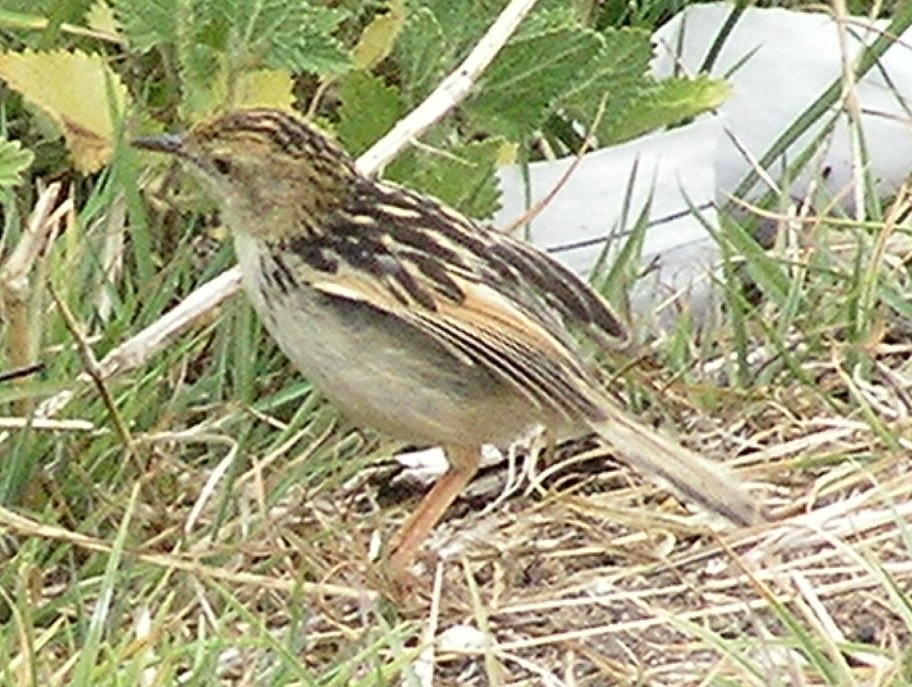
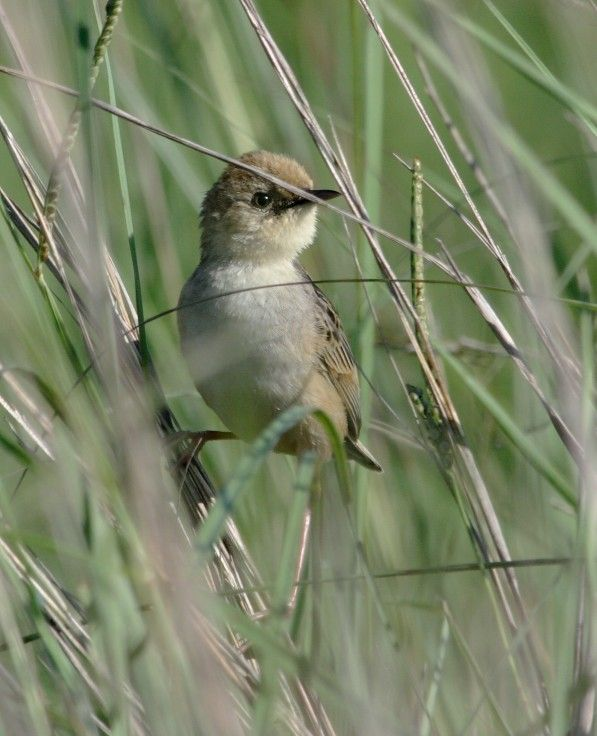
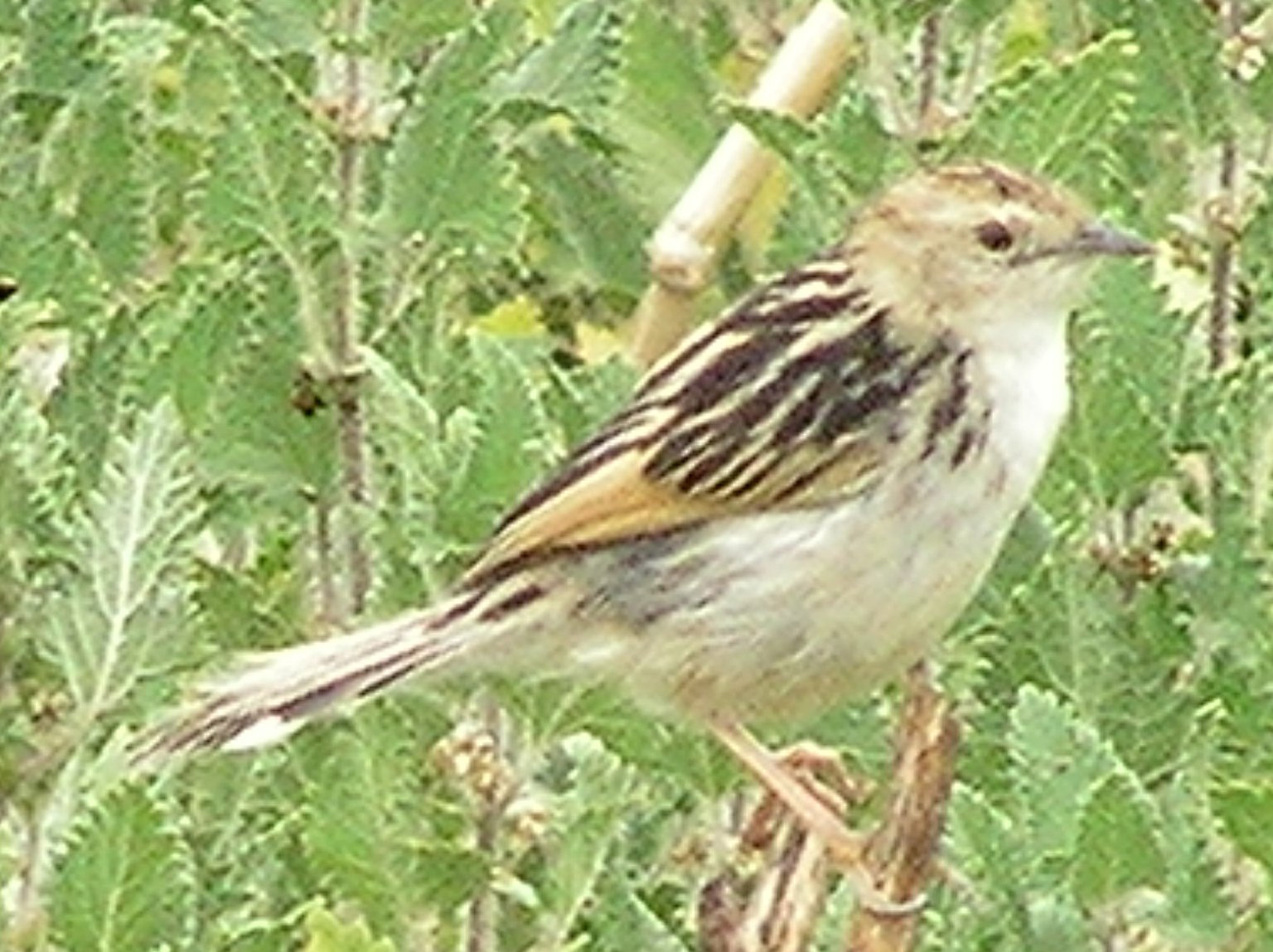